# 栄町 (八尾市)
栄町（さかえまち）は、大阪府八尾市の町。現行行政地名は栄町一丁目及び栄町二丁目。住居表示は実施済み。

## 歴史
令制国一覧 > 畿内 > 河内国 > 若江郡 > 寺内村、大信寺ほか

日本 > 近畿地方 > 大阪府 > 八尾市 > 大字八尾、大字大信寺、大字安中ほか（※町名地番改正前）
かつては旧大和川（久宝寺川）の川床・堤防があった一帯で、1704年の大和川の川違えののち新田開発されて安中新田、大信寺新田の一部となる。
1900年（明治33年）に旧制八尾中学（現在の八尾高校）が当地に設置されるが、のちに長瀬川の西側（現在の高町）に移転する。
1960年（昭和35年）の町名地番改正により、大字八尾、大字大信寺、大字安中の各一部を整理して現在の栄町が成立。

## 地理
北は府道大阪港八尾線、南は市道八尾第238号線、東は府道八尾停車場線、西は長瀬川に囲まれた、南北約400m、東西最大約270mの一帯。地内は概ね住宅地で東・南・北の幹線道路沿いは商店が混在する。

## 世帯数と人口
2020年（令和2年）3月31日現在（八尾市発表）の世帯数と人口は以下の通りである。
| 丁目       | 世帯数  | 人口    |
| ---------- | ------- | ------- |
| 栄町一丁目 | 262世帯 | 598人   |
| 栄町二丁目 | 229世帯 | 477人   |
| 計         | 491世帯 | 1,075人 |

### 人口の変遷
国勢調査による人口の推移。
| 1995年（平成7年）  | 1,241人 | [ 5 ] |  |
| 2000年（平成12年） | 1,288人 | [ 6 ] |  |
| 2005年（平成17年） | 1,129人 | [ 7 ] |  |
| 2010年（平成22年） | 1,105人 | [ 8 ] |  |
| 2015年（平成27年） | 1,105人 | [ 9 ] |  |

### 世帯数の変遷
国勢調査による世帯数の推移。
| 1995年（平成7年）  | 491世帯 | [ 5 ] |  |
| 2000年（平成12年） | 510世帯 | [ 6 ] |  |
| 2005年（平成17年） | 465世帯 | [ 7 ] |  |
| 2010年（平成22年） | 461世帯 | [ 8 ] |  |
| 2015年（平成27年） | 448世帯 | [ 9 ] |  |

## 学区
市立小・中学校に通う場合、学区は以下の通りとなる（2020年5月時点）。
| 丁目       | 番   | 小学校             | 中学校             |
| ---------- | ---- | ------------------ | ------------------ |
| 栄町一丁目 | 全域 | 八尾市立八尾小学校 | 八尾市立成法中学校 |
| 栄町二丁目 | 全域 | 八尾市立八尾小学校 | 八尾市立成法中学校 |

## 事業所
2016年（平成28年）現在の経済センサス調査による事業所数と従業員数は以下の通りである。
| 丁目       | 事業所数 | 従業員数 |
| ---------- | -------- | -------- |
| 栄町一丁目 | 33事業所 | 245人    |
| 栄町二丁目 | 12事業所 | 122人    |
| 計         | 45事業所 | 367人    |

## 主な施設
- 日本キリスト教団八尾教会
- 安中第一公園

## その他

### 日本郵便
- 郵便番号 : 581-0074[2]（集配局：八尾郵便局[12]）。